# Nagórzany (gmina)
Nagórzany (pocz. Nagorzany; od 1973 Wielgus) – dawna gmina wiejska istniejąca do 1954 roku w woj. kieleckim. Nazwa gminy pochodzi od wsi Nagórzany, lecz siedzibą władz gminy był Wielgus. 
W okresie międzywojennym gmina Nagórzany należała do powiatu pińczowskiego w woj. kieleckim. 1 października 1927 do gminy Nagórzany włączono wieś Chrusty Gorzkowskie z gminy Dobiesławice.
Po wojnie gmina zachowała przynależność administracyjną. Według stanu z dnia 1 lipca 1952 roku gmina składała się z 11 gromad: Chruszczyna Wielka, Czajęczyce, Dalechowice, Koczanów, Krzyszkowice, Łękawa, Marcinkowice, Nagorzanki, Paśmiechy, Wielgus i Wojsławice.
Jednostka została zniesiona 29 września 1954 roku wraz z reformą wprowadzającą gromady w miejsce gmin. Po reaktywowaniu gmin z dniem 1 stycznia 1973 roku gminy Nagórzany nie przywrócono, utworzono natomiast jej terytorialny odpowiednik, gminę Wielgus w powiecie kazimierskim.